# The Broken Spur
The Broken Spur er en amerikansk stumfilm fra 1921 af Ben F. Wilson.

## Medvirkende
- Jack Hoxie som Joe Dayton/Jacques Durand
- Evelyn Nelson som Lambert
- Jim Welch som Bill Lambert
- Wilbur McGaugh som Pierre LeBac
- Edward W. Borman som John Dexter
- Harry L. Rattenberry som Andy MacGregor
- Marin Sais som Ida Hunt